# Tepe, Litija
Tepe este o localitate din comuna Litija, Slovenia, cu o populație de <5 locuitori.